# Natrojarosita
La natrojarosita es un mineral, sulfato de sodio y hierro con hidroxilos. Fue descrita como una especie independiente a partir de ejemplares obtenidos en Soda Springs Valley, condado de Mineral (Nevada) USA. Su nombre hace relación a su parentesco con la jarosita y a la presencia de sodio.

## Propiedades físicas y químicas
La natrojarosita se encuentra generalmente como costras de aspecto pulverulento, compacto o sacaroideo, de color amarillo anaranjado. Los cristales son más raros y de menor tamaño que los de la jarosita. Es el componente con sodio dominante de una serie incompleta con la jarosita, en la que el elemento dominante es el potasio, y con la hidroniojarosita.

## Yacimientos
La natrojarosita es un mineral supergénico que se forma, al igual que la jarosita, por alteración de sulfuros de hierro, pero es más rara que la jarosita, tanto por número de yacimientos (unos 200 conocidos) como, sobre todo, por las cantidades presentes, ya que no suele formar masas de tamaño significativo, sino solamente costras y pátinas. Puede aparecer mezclada con jarosita. En España se ha encontrado como microcristales en la mina Ferruginosa, en Cabo de Palos, Cartagena (Murcia). En Argentina se ha encontrado en el yacimiento de estaño de Vil Achay, en Catamarca.